# FN 509半自動手槍
FN 509是一系列由比利时埃斯塔勒國營工廠（英語：Fabrique Nationale，簡稱：FN）旗下、位於南卡羅來納州哥倫比亞的美国分公司（FN美洲；前稱：FNH USA）所設計和生產的一系列聚合物底把、撞針擊發式半自動手槍。

## 背景
為了成為參與2015年9月由美军發起的XM17模組化手槍系統競爭（MHS）的一部分，埃斯塔勒推出了基於FN FNS的聚合物底把、撞針擊發式戰術型手槍。
在2017年1月，西格&紹爾憑藉P320的改進型投得競標以后，FN美洲將其競標的版本（現稱為FN 509）導入商業市場。
FN美洲表示，在模組化手槍系統競標和FN 509的開發和測試過程中，尋求了退役三角洲部隊隊員拉里·維克斯（Larry Vickers）的諮詢，期間使用了超過一百萬發彈藥。

## 設計
FN 509是撞針擊發式手槍，主要發射9×19公釐帕拉貝倫口徑手枪子彈，具有雙動操作扳機，並且在扳機護環前方的防塵蓋整合了皮卡汀尼導軌。
FN 509裝有鐵素體氮碳共滲表面處理的不鏽鋼套筒和聚合物底把。黑色和消光暗沙色（FDE）著色可供選擇。

### 操作
FN 509槍管長度為4.0英寸（101.60）。
FN 509採用整合式扳機保險（類似FNS的鉸接式扳機保險），成為其四度被動式保險系統：撞針保險、防跌落保險、扳機切斷裝置和扳機保險桿的一部份。
FN 509裝有全尺寸握把，其握把背板可互換插入拱形背板和平面背板；套筒前方與後方都具有鋸齒型防滑紋，以便套筒的操作，手槍兩側都有彈匣釋放裝置和套筒鎖。

### 供彈
FN 509主要可容納17發彈匣；對於實施大容量彈匣禁令的國家和州份，亦可提供10發彈匣。

### 規格
| 規格         | FN 509               | FN 509戰術型         | FN 509中等型         | FN 509中等型MRD      | FN 509緊湊型MRD      |
| ------------ | -------------------- | -------------------- | -------------------- | -------------------- | -------------------- |
| 槍管長度     | 4.0英寸（101.60）    | 4.5英寸（114.30）    | 4.0英寸（101.60）    | 4.0英寸（101.60）    | 3.7英寸（93.98）     |
| 整體長度     | 7.4英寸（187.96）    | 7.9英寸（200.66）    | 7.4英寸（187.96）    | 7.4英寸（187.96）    | 6.8英寸（172.72）    |
| 整體寬度     | 1.35英寸（34.29）    | 1.35英寸（34.29）    | 1.35英寸（34.29）    | 1.35英寸（34.29）    | 1.35英寸（34.29）    |
| 高度         | 5.56英寸（141.22）   | 5.75英寸（146.05）   | 5.2英寸（132.08）    | 5.2英寸（132.08）    | 4.8英寸（121.92）    |
| 重量         | 26.9盎司（762.60克） | 27.9盎司（790.95克） | 26.5盎司（751.26克） | 26.5盎司（751.26克） | 25.5盎司（722.91克） |
| 彈匣容量     | 17發                 | 17發†                | 15發                 | 15發                 | 12發‡                |
| 光學瞄準鏡座 | 沒有                 | 有                   | 沒有                 | 有                   | 有                   |
| 顏色         | 黑色或消光暗沙色     | 黑色或消光暗沙色     | 黑色                 | 黑色                 | 黑色或消光暗沙色     |
| 參考         | [ 10 ]               | [ 11 ] [ 12 ]        | [ 13 ]               | [ 14 ]               | [ 15 ] [ 16 ]        |

對於所有衍生型，都可以對限制容量的州份、國家提供10發彈匣。

†對於戰術型，還可提供24發延長彈匣。

‡對於緊湊型MRD變體，還可提供15發延長彈匣，將彈匣的高度增加至5.2英寸（132.08）。

## 衍生型

### 509
原廠提供了FN 509的多款衍生型，包括戰術型、中等型、緊湊型版本、惰性訓練手槍和Simunition（模擬彈藥）手槍。

#### 戰術型
槍管長度為4.5英寸（114.30），有17發和24發彈匣。
有黑色或消光暗沙色兩種著色，附有槍口螺紋的槍管，抬高的機械瞄具（以遷就抑制器），配有低輪廓光學瞄準鏡座系統（以裝上小型紅點鏡）。

#### 中等型
槍管長度為4英寸（101.60），15發彈匣，只有全黑色，中型底把，適合隱蔽攜帶。

#### 中等型MRD
與上述相同，但有黑色或消光暗沙色兩種著色，並配有略為抬高的機械瞄具和低輪廓光學瞄準鏡座系統。

#### 緊湊型MRD
槍管長度為3.7英寸（93.98），有12發和15發彈匣。
有黑色或消光暗沙色兩種著色，配有略為抬高的機械瞄具和低輪廓光學瞄準鏡座系統。

### 其他

#### FN 503
FN 503為FN 509的袖珍型，在2020年3月推出，並採用其“設計，性能和可靠性標準”。

#### FN 502
FN 502為FN 509的.22 LR口徑型號，在2021年9月推出，同樣採用了其“設計，性能和可靠性標準”。

#### FN 510
FN 510為FN 509的10mm Auto型號，在2023年推出。

#### FN 545
FN 545為FN 509的.45 ACP型號，在2023年推出。

## 使用國
- 美国
  - 洛杉磯警察局
    - FN 509 MRD-LE[23]

## 資料來源
1. ↑  Burgreen, Todd. . personaldefenseworld.com. August 1, 2019  [March 13, 2020]. （原始内容存档于2020-05-08）.
2. ↑  FN 509是在哥倫比亞的南卡羅來納州生產，雖然套筒上印上的是“弗雷德里克斯堡，弗吉尼亞州”（Fredericksburg, VA），表明不是在原來地點（位於哥倫比亞的南卡羅來納州）製造，但是FNH USA的聯邦槍械許可證註冊地點要在其FNH USA官方網站的. FNH USA.   [19 December 2012]. （原始内容存档于2013-01-03）.）才知道。
3. ↑  Patrick R. . The Firearm Blog. 17 April 2017  [17 April 2017]. （原始内容存档于2019-12-28）.
4. ↑  Jeremy S. . The Truth About Guns. 17 April 2017  [17 April 2017]. （原始内容存档于2018-07-25）.
5. ↑  . IHS Janes. May 31, 2016  [2020-04-20]. （原始内容存档于2016-10-05）.
6. ↑  . Army Times. 2017-01-19  [2017-01-24] （英语）.
7. 1 2 3 4  Keel, Tamara. . shootingillustrated.com. October 11, 2019  [March 13, 2020]. （原始内容存档于2020-03-18）.
8. ↑  . YouTube. （原始内容存档于2021-12-11）.
9. ↑  Tendas, Pierangelo. . gunsweek.com. April 18, 2017  [March 13, 2020]. （原始内容存档于2021-04-20）.
10. ↑  . fnamerica.com.   [March 13, 2020]. （原始内容存档于2020-05-21）.
11. ↑  . fnamerica.com.   [March 13, 2020]. （原始内容存档于2019-05-17）.
12. ↑  . fnamerica.com.   [March 13, 2020]. （原始内容存档于2020-05-06）.
13. ↑  . fnamerica.com.   [March 13, 2020]. （原始内容存档于2020-05-19）.
14. ↑  . fnamerica.com.   [March 13, 2020]. （原始内容存档于2020-01-15）.
15. ↑  . fnamerica.com.   [March 13, 2020]. （原始内容存档于2020-03-18）.
16. ↑  . fnamerica.com.   [March 13, 2020]. （原始内容存档于2020-03-18）.
17. ↑  . fnamerica.com.   [March 13, 2020]. （原始内容存档于2020-04-21）.
18. ↑  . fnamerica.com.   [March 13, 2020]. （原始内容存档于2020-02-20）.
19. ↑  . fnamerica.com.   [March 13, 2020]. （原始内容存档于2022-05-10）.
20. ↑  . fnamerica.com (新闻稿). March 16, 2020  [March 17, 2020]. （原始内容存档于2020-03-18）.
21. ↑  . fnamerica.com.   [September 1, 2021].
22. 1 2  . fnamerica.com.   [2025-01-05]. （原始内容存档于2024-12-09）.
23. ↑  . Police1. 2021-09-02  [2025-05-26] （美国英语）.

## 外部連結
- （英文）—官方网站
- YouTube—FN 509 Comparison（页面存档备份，存于），由Hickok45（英语：Hickok45）提供